# Donkey Kong Country (série animada)
Donkey Kong Country é uma série animada baseada na franquia de video games Donkey Kong. Foi exibida no Brasil pela extinta Fox Kids, na Rede Record, através do Eliana e Alegria e do Desenho Mania e atualmente o desenho é exibido pela TV Diário dentro do programa Turminha Diário que é exibido toda semana. Em Portugal, foi exibida na SIC.
A série se centra no cotidiano da família Kong, que tem que proteger o Coco de Cristal do Rei K. Rool e seu exército.

## Guia de episódios
1. I Spy with My Hairy Eye
2. The Big Chill Out
3. Bad Hair Day (No Brasil, Um Dia Ruim)
4. Raiders of the Lost Banana (No Brasil, Os Caçadores da Banana Perdida)
5. Ape Foo Young (No Brasil, A Poção da Juventude)
6. Booty and the Beast
7. Kong for a Day (No Brasil, Herói por um Dia)
8. From Zero to Hero (No Brasil, Bancando um Herói)
9. Buried Treasure (No Brasil, O Tesouro Enterrado)
10. Cranky's Tickle Tonic (No Brasil, O Tônico do Riso)
11. Get a Life, Don't Save One (No Brasil, Não Salve uma Vida)
12. The Curse of Kongo Bongo (No Brasil, A Maldição do Kongo Bongo)
13. Orangutango (No Brasil, Orangotango)
14. Speed (No Brasil, Velocidade Máxima)
15. Klump's Lumps
16. Bluster's Sale Ape-Stravaganza (No Brasil, A Liquidação de Bluster)
17. Kong Fu
18. Bug a Boogie
19. Watch the Skies (No Brasil, Olhe Para os Céus)
20. Baby Kong Blues
21. To the Moon Baboon
22. Double Date Trouble (No Brasil, Encontro Duplo)
23. Ape-Nesia
24. A Thin Line Between Love & Ape
25. Barrel, Barrel... Who's Got the Barrel (No Brasil, Barril, Barril... Quem Está Com O Barril?)
26. Legend of the Crystal Coconut (No Brasil, A Lenda do Coco de Cristal)
27. The Kongo Bongo Festival of Lights
28. Hooray for Holly-Kongo Bongo
29. Speak No Evil, Dude
30. The Day the Island Stood Still
31. Message in a Bottle Show
32. Monkey Seer, Monkey Do
33. Four Weddings and a Coconut
34. Vote of Kong-Fidence
35. Follow That Coconut
36. The Big Switch-A-Roo
37. Hunka Hunka Burnin' Bluster
38. Best of Enemies
39. It's a Wonderful Life
40. Just Kidding